# Mansfield (Illinois)
Mansfield es una villa ubicada en el condado de Piatt en el estado estadounidense de Illinois. En el Censo de 2010 tenía una población de 906 habitantes y una densidad poblacional de 632,57 personas por km².

## Geografía
Mansfield se encuentra ubicada en las coordenadas 40°12′43″N 88°30′32″O / 40.21194, -88.50889. Según la Oficina del Censo de los Estados Unidos, Mansfield tiene una superficie total de 1.43 km², de la cual 1.37 km² corresponden a tierra firme y (4.52%) 0.06 km² es agua.

## Demografía
Según el censo de 2010, había 906 personas residiendo en Mansfield. La densidad de población era de 632,57 hab./km². De los 906 habitantes, Mansfield estaba compuesto por el 98.9% blancos, el 0% eran afroamericanos, el 0.11% eran amerindios, el 0.11% eran asiáticos, el 0% eran isleños del Pacífico, el 0.44% eran de otras razas y el 0.44% pertenecían a dos o más razas. Del total de la población el 1.77% eran hispanos o latinos de cualquier raza.